# 小池朝雄
小池 朝雄（こいけ あさお、1931年〈昭和6年〉3月18日 - 1985年〈昭和60年〉3月23日）は、日本の俳優・声優・ナレーター。代表作のひとつである『刑事コロンボ』など、洋画・海外ドラマの吹き替えを担当した。アニメ『あしたのジョー』のエンディングテーマ「ジョーの子守唄」では歌手を務めた。東京府出身。

## 生涯
東京都立青山高等学校を経て、1950年（昭和25年）に文学座付属演劇研究所に入所。『崑崙山の人々』にて初舞台を踏んだ。
1963年（昭和38年）の文学座分裂の際には、芥川比呂志、神山繁らと行動を共にし、福田恆存が創立した現代演劇協会附属・劇団雲の創設に参画。1975年（昭和50年）の雲の分裂時には芥川らと離れ、福田が新たに結成した劇団昴に参加、中心俳優の一人として活躍した。
東映、日活など各社の映画やテレビドラマに数多く出演。東映では、石井輝男監督作の映画や『仁義なき戦い』シリーズの常連であった。石井演出の『徳川いれずみ師 責め地獄』（1969年）では悪の刺青師・辰蔵に扮した。狂気や内面の屈折が描かれるような重い悪役だけではなく、ひたすら冷酷に主人公サイドを迫害するだけの純粋な悪役も多い。その一方で、同年の千葉真一主演映画『日本暗殺秘録』では理不尽な融資打ち切りに遭う温厚な経営者や、『仁義なき戦い 頂上作戦』で同窓会の最中に暗殺される中立派の組長、テレビドラマ『野性の証明』では沈着冷静に捜査する刑事など、善人・悪人と分け隔てなく演じている。本人は「よく考えてみると、ぼくのやりたいのは、全部、狂人なんだな」と語っていたという。舞台俳優としては早くから押しも押されもせぬ実力者であり、個性派バイプレイヤーとして映画での評価も高かったが、やはり、その名と演技について日本人の大多数が知る存在となったのは『刑事コロンボ』の吹き替え以降であった。
声優としては、洋画でピーター・フォーク、ジーン・ハックマンなどを持ち役とし、とくに『刑事コロンボ』のコロンボ役は小池の当たり役になった。アニメでは『長靴をはいた猫』の魔王ルシファ、『どうぶつ宝島』のシルバー船長などがある。
1985年（昭和60年）3月23日（土曜日）午前3時34分、肺不全のため東京都中央区築地の国立がんセンターで死去。54歳だった。墓地は世田谷区北烏山の専光寺（烏山寺町内）。
小池の『刑事コロンボ』としての最後の吹き替えは、「黒のエチュード」（120分版）であった。これは小池が死去する2年前に収録されたものであった。映画作品の遺作は死去の前年公開の『北の蛍』である。撮影中、小池はすでに入院中であったが病院を抜け出して参加したという。また、亡くなる1週間前にドキュメンタリー番組のナレーションを担当、これが生前最後の出演となった。

## 人物
- 水面下で文学座離脱・劇団雲結成を画策した首謀者のひとりとされているが[5]、文学座で仲間だった北村和夫によると、文学座の分裂で袂を分かった後も小池は毎年、死去するまで杉村春子の誕生日に薔薇の花束を贈っていたという[6]。
- コロンボの声の吹き替えに際して小池は地声よりも低く抑え気味で演じており、小池は「コロンボと犯人役の二役をさせてほしい。やり分けてみせる」と語っていたという[要出典]。
- 三島由紀夫は、1956年頃の小池の印象について、次のように述べている。「をかしな役も行ける。まじめな役も行ける。器用な役者のようでいて、不器用な面白さも出す。一九五七年度のホープとして推す所以である。若いくせに座談の名人。彼がスビーディな話術で、人の話をすると、そのデッサンの確かさと、漫画化の巧みさのために、まだ見ぬ人物に親しみを抱かせるほどだ。これが多分、彼の演技術の基本である」[7]。

## 後任
ピーター・フォーク、ジーン・ハックマンの一部の役は、石田太郎に受け継がれた。フォーク、ハックマンの地声は小池、石田のそれとはだいぶ異なる。また『刑事コロンボ』の現行のDVDソフトでは、第1シリーズ（ 1972年〈昭和47年〉 - 1979年〈昭和54年〉）の最終第45話「策謀の結末」が、小池版（1970年代に吹き替え・NHKが放送）音源の紛失のため石田版となっていたが、関係者から1987年（昭和62年）に日本テレビで再放送された45話を家庭用のビデオで録画したテープが寄せられた。技術局の音声担当者が確認したところ、保存状態がよく放送可能な状態だったため、石田版を小池音声に差し替え、あらためて2010年（平成22年）6月に衛星ハイビジョンで放送した。
小池の死後、持ち役を引き継いだ人物は以下の通り。
| 後任・代役 | 役名               | 作品                           | 後任・代役の初出演                   |
| ---------- | ------------------ | ------------------------------ | ------------------------------------ |
| 銀河万丈   | コロンボ警部       | 『刑事コロンボ』               | VHS追加収録部分                      |
| 石田太郎   | コロンボ警部       | 『刑事コロンボ』               | 『新刑事コロンボ』                   |
| 石田太郎   | レックス・ルーサー | 『スーパーマン』テレビ朝日旧版 | 『スーパーマン2 冒険篇』テレビ朝日版 |
| 藤本譲     | レックス・ルーサー | 『スーパーマン』テレビ朝日旧版 | 『スーパーマンIV』テレビ朝日版       |
| 菅生隆之   | レックス・ルーサー | 『スーパーマン』テレビ朝日旧版 | WOWOW追加収録部分                    |

## 出演（俳優）

### 映画
- 蜘蛛巣城（1957年、東宝） - 都築の使武者
- 私は貝になりたい（1957年、東宝） - 立石上等兵
- 太陽の墓場（1960年、松竹） - 色目鏡の男
- 黒い画集 あるサラリーマンの証言（1960年、東宝） - 早川
- 名もなく貧しく美しく（1961年、東宝） - 吉野
- 秋津温泉（1962年、松竹） - 大崎
- 霧の夜の男（1962年、日活） - 情報屋サブ
- 憎いあンちくしょう（1962年、日活） - 小坂敏夫
- 泥だらけの純情（1963年、日活） - 花井
- 夜霧のブルース（1963年、日活） - 貝塚鉄次
- 男の紋章（1963年、日活） - 辰
- 巨人 大隈重信（1963年、大映） - 黒田清隆
- にっぽん昆虫記（1963年、日活） - 松木沢吉
- 非行少女（1963年、日活） - 沢田太郎
- さすらいの賭博師（1964年、日活） - 河村
- 黒い賭博師（1965年、日活） - 犬丸
- 拳銃無宿 脱獄のブルース（1965年、日活） - 大迫
- 博奕打ち（1967年、東映） - 桜井丈吉
- 懲役十八年（1967年、東映） - 塚田義男
- 一心太助 江戸っ子祭り（1967年、東映） - 川勝丹波守
- 東京市街戦（1967年、日活） - 李
- ある殺し屋（1967年、大映） - 木村
- 悪名一代（1967年、大映） - お十夜
- 女賭場荒し（1967年、大映）
- 銭形平次（1967年、東映） - 辰之助
- ドリフターズですよ!前進前進また前進（1967年、東宝） - モロコシ
- 座頭市血煙り街道（1967年、大映） - 前原の権造
- 七人の野獣 血の宣言 (1967年、日活)
- 斜陽のおもかげ (1967年、日活)
- 人間魚雷 あゝ回天特別攻撃隊（1968年、東映） - 萩野大尉
- ひとり狼（1968年4月20日、大映）- 平沢清市郎
- 無頼 人斬り五郎（1968年、日活） - 海藤賢作
- 鉄砲伝来記（1968年、大映）
- 日本暗黒史 情無用（1968年、東映） - 水谷
- 徳川女系図（1968年、東映） - 牧野備後守
- 徳川女刑罰史（1968年、東映） - 彫丁
- 吸血髑髏船（1968年、松竹）‐辻
- 残酷・異常・虐待物語 元禄女系図（1969年、東映） - 正親
- 異常性愛記録 ハレンチ（1969年、東映） - 寺内
- 徳川いれずみ師 責め地獄（1969年、東映） - 彫辰
- 温泉ポン引女中（1969年、東映） - ラストシーンの男（ノンクレジット）
- 明治大正昭和 猟奇女犯罪史（1969年、東映） - 小平義雄
- 眠狂四郎悪女狩り（1969年、大映） - 板倉将監
- 昇り竜 鉄火肌 (1969年、日活)
- 緋牡丹博徒 花札勝負（1969年、東映） - 金原鉄之助
- 江戸川乱歩全集 恐怖奇形人間（1969年、東映） - 蛭川
- 日本暗殺秘録（1969年、東映） - 落合初太郎
- 五人の賞金稼ぎ（1969年12月13日、東映）- 大関佐渡守
- 渡世人列伝（1969年、東映） - 飛っちょの三次
- 殺し屋人別帳（1970年、東映） - 宇野木
- 関東テキヤ一家 天王寺の決斗（1970年、東映） - 黒金藤吉
- 戦後秘話 宝石略奪（1970年、東映） - 関正直
- 三匹の牝蜂（1970年、東映） - 矢吹
- 温泉こんにゃく芸者（1970年、東映） - 池永
- 札つき博徒（1970年、東映） - 金八
- 最後の特攻隊（1970年、東映） - 辺見中佐
- シルクハットの大親分 ちょび髭の熊（1970年、東映） - 源田義光
- 博徒外人部隊（1971年、東映） - 尾崎
- ずべ公番長 はまぐれ数え唄（1971年、東映） - 中尾
- 暴力団再武装（1971年、東映） - 小府方誠
- 夜の手配師 すけ千人斬り（1971年、東映） - 小河内
- 温泉みみず芸者（1971年、東映） - 馬島敬太郎
- 現代やくざ 盃返します（1971年、東映） - 堂本鉄造
- 現代やくざ 血桜三兄弟（1971年、東映） - 川島譲次
- 現代ポルノ伝 先天性淫婦（1971年、東映） - 大場清
- セックス喜劇 鼻血ブー（1971年、東映） - 加山達也
- 女番長ブルース 牝蜂の挑戦（1972年、東映） - 黒地正義
- まむしの兄弟 懲役十三回（1972年、東映） - 岩渕琢馬
- 新網走番外地 嵐呼ぶダンプ仁義（1972年、東映） - カッパの源治
- 現代やくざ 人斬り与太（1972年、東映） - 木崎
- 座頭市物語 折れた杖（1972年、東宝 / 勝プロ） - 鍵屋万五郎
- 緋ぢりめん博徒（1972年、東映） -水神吉五郎
- 子連れ狼 親の心 子の心（1972年、東宝 / 勝プロ） - 徳川義直
- 鉄砲玉の美学（1973年、ATG） - 杉町
- 反逆の報酬（1973年、東宝 / 石原プロ）
- 仁義なき戦い 広島死闘篇（1973年、東映） - 高梨国松
- 必殺仕掛人 梅安蟻地獄（1973年、松竹） - 山崎宗伯
- 現代任侠史（1973年、東映） - 関口功
- 仁義なき戦い 頂上作戦（1974年、東映） - 岡島友次
- 御用牙 鬼の半蔵やわ肌小判（1974年、東宝） - 石山検校
- 暴力街（1974年、東映） - 諸木
- 蔵王絶唱（1974年、東宝） - 時田周二
- 大脱獄（1975年、東映） - 佐川
- 少林寺拳法（1975年） - 赤松栄
- 動脈列島（1975年、東宝） - 警察庁捜査一課長・山崎
- 横浜暗黒街 マシンガンの竜（1976年、東映）- 荒尾孝作
- テキヤの石松（1976年、東映） - 串田兵造
- 喜劇 大誘拐（1976年、松竹） - 北上大作
- 安藤昇のわが逃亡とSEXの記録（1976年、東映） - 田所有二
- 夜明けの旗 松本治一郎伝 （1976年、東映） - 花田慈円
- やくざ戦争 日本の首領（1977年、東映） - 三浦克之助
- 野球狂の詩（1977年、日活） - 岩田鉄五郎
- 悲愁物語（1977年、松竹） - 仙波道造
- 日本の首領 野望篇（1977年、東映） - 鬼沢明正
- 犬笛（1978年、松竹） - 上月警部
- 沖縄10年戦争（1978年、東映） - 桜木憲三
- 冬の華（1978年、東映） - 山辺修
- 日本の首領 完結篇（1978年、東映） - 大阪府警捜査四課長・藤井
- 博多っ子純情 （1978年、松竹） - 郷五郎
- 日蓮（1979年、松竹） - 東條景信
- 総長の首（1979年、東映） - 八代一明
- その後の仁義なき戦い（1979年、東映） - 藤岡英信
- 蘇える金狼（1979年、東映） - 金子
- 戦国自衛隊（1979年、東宝） - 小泉行長
- 動乱（1980年、東映） - 三角連隊長
- 遙かなる走路（1980年、松竹） - 岡部岩太郎
- 忍者武芸帖 百地三太夫（1980年、東映） - 豊臣秀吉
- 日本フィルハーモニー物語 炎の第五楽章（1981年、にっかつ） - 松村課長
- 燃える勇者（1981年、東映） - 友田
- 制覇（1982年、東映） - 志茂田徹
- せんせい（1983年、映像企画／こぶしプロ） - 田浦医師
- 小説吉田学校（1983年、東宝） - 浅沼稲次郎
- 陽暉楼（1983年、東映） - 稲村宗一
- 逃がれの街（1983年、東宝） - 鈴木勝一
- 北の蛍（1984年、東映） - 湯原忠良

### テレビドラマ
- 五重塔（1958年、KR）
- ミステリー劇場 「反射」（1959年、毎日放送）
- 南の島に雪が降る（1961年、NHK総合）
- 松本清張シリーズ 黒い断層 「支払い過ぎた縁談」（1961年、TBS）
- 大河ドラマ（NHK総合）
  - 花の生涯（1963年） - 峰岸龍之介
  - 太閤記（1965年） - 荒木村重
  - 風と雲と虹と（1976年） - 小野道風
- てっぺん野郎（1964年、TBS）
- 俺は用心棒 第11話「襲撃前夜」（1965年、東映 / NET）
- ザ・ガードマン（大映テレビ室 / TBS）
  - 第6話「ガラスの太鼓」（1965年）
  - 第30話「金庫破り」（1965年）
  - 第58話「砂糖のような犯罪」（1966年）
  - 第92話「ロンドンの青い霧」（1967年）
  - 第93話「ロンドン－東京 応答せよ」（1967年）
  - 第96話「アムステルダムの女」（1967年）
  - 第123話「現代牡丹灯籠」（1967年）
  - 第190話「銀行は真昼に襲え」（1968年）
  - 第216話「偽ガードマン・泣いてくれるなおっ母さん」（1969年）
  - 第291話「バクチで稼ごう! 団地奥さん」（1970年）
  - 第306話「団地っ子・性教育だ! 全員集まれ」（1971年）
  - 第323話「大凶! 恋占い連続殺人」（1971年）
  - 第345話「まあ恥ずかしい! スターの告白」（1971年） 他
- 燃えよ剣（1966年、12ch） - 近藤勇
- 新吾十番勝負（1967年、TBS / 松竹テレビ室） 
  - 第21話「無敵道場破り」- 唐一官
  - 第31話「必殺道場破り」- 唐十官
- 銭形平次 （東映 / CX）
  - 第59話「王手飛車角」（1967年） - 易者一幸斉
  - 第749話「平次・忍術入門」（1980年） - 成瀬九十郎
- キイハンター（東映 / TBS）
  - 第61話「荒野の殺人事件」（1969年）
  - 第144話「荒原牧場必殺の決闘」（1971年）
  - 第148話「射て! 情無用ギャングの勲章」（1971年）
  - 第170話「早射ち拳銃王はげ鷹登場」（1971年） - 北見
  - 第208話「さらば 超望遠鏡の標的」（1972年） - 矢野
  - 第225話「大空のギャング現金強奪作戦」（1972年） - ジョージ原田
  - 第234話「頑張れ! 小さなカウボーイ 死の谷の決斗」（1972年） - 影山
- 大奥 第43話「お琴あわれ」、第44話「比丘尼の館」（1969年、東映 / KTV） - 中山小平次
- あゝ忠臣蔵（1969年、東映 / KTV） - 片岡源五右衛門高房
- 鬼平犯科帳（松本幸四郎版）第4話「蛇の眼」（1969年、NET / 東宝）- 彦の市
- プレイガール 第79話「スリラー 浴室の死美人」（1970年、東映 / 12ch） - 森田
- 大坂城の女（1970年、東映 / KTV） - 武田元明
- 大岡越前（TBS / C.A.L）
  - 第2部（1971年）
    - 第12話「まごころ」 - 三枝左内
    - 第28話「祝盃」 - 上台馮司

  - 第5部 第15話「天下御免の偽名医」（1978年5月15日） - 荒神の為五郎
  - 第7部 第2話「紅蜘蛛の娘」（1983年4月25日） - 紅蜘蛛の伝兵衛
- なんたって18歳! 第11話「なんたって火の用心」（1971年、大映テレビ / TBS）- 消防学校教官
- 木枯し紋次郎 第1話「川留めの水は濁った」（1972年、CAL / CX） - 佐太郎
- 水戸黄門 第3部 第6話「仇討ち姉弟 -藤枝-」（1972年、CAL / TBS） - 赤石呑龍（黒川玄十郎）
- 必殺仕掛人 第3話「仕掛られた仕掛人」（1972年、松竹 / ABC） - 孫八
- シークレット部隊 第12話「傷だらけの美女が告白する」（1972年、大映テレビ / TBS）
- 長谷川伸シリーズ（東映 / NET）
  - 第6話「一本刀土俵入」（1972年） - 船戸の弥八
  - 第20話「髭題目の政」（1973年） - 黒塚の権左衛門
- 隼人が来る 第9話「びっくり捕物初手柄」（1972年、東映 / CX） - 蛇の鬼藤太（菊水党首領）
- 地獄の辰捕物控 第26話「恋女房に十手を賭けた」（1973年、東映 / NET） - 鬼火の新十郎
- 火曜日の女シリーズ / ガラス細工の家（1973年、ユニオン映画 / NTV）
- 新書太閤記（1973年、東映 / NET） - 柴田勝家
- 非情のライセンス（東映 / NET）
  - 第1シリーズ 第6話「兇悪の目」（1973年） - 沢井
  - 第2シリーズ 第53話「兇悪の無実」（1975年） - 秋本明
- 子連れ狼（ユニオン映画 / NTV）
  - 第1部 第8話「堺筒」（1973年） - 七郎兵衛
  - 第2部（1974年）
    - 第20話「乳房あらため」 - 箕輪蔵人
    - 第25話「十三絃」 - 小郡長助

  - 第3部 第11話「大五郎しあわせ花」（1976年） - 円海
- アイフル大作戦 第26話「東京-ホノルル ビキニの女王大作戦」・第27話「ブルーハワイ! 愛と死の接吻」（1973年、東映 / TBS）
- いただき勘兵衛 旅を行く 第5話「小判の夢が散ったとさ」（1973年、東映 / NET） - 山部文之進
- ぶらり信兵衛 道場破り 第13話「はきだめの鶴坊」（1973年、東映 / CX） - 室伏清十郎
- 右門捕物帖 第9話「朱彫りの招き」（1974年、東映 / NET） - 恒藤権右衛門
- 伝七捕物帳（ユニオン映画 / NTV）
  - 第36話「謎のむらさき房」（1974年）- 市ノ瀬右内
  - 第98話「幼な心に春が来る」（1976年）- 大寅
- 純愛山河 愛と誠（1974年、東京ムービー / 東京12チャンネル）
- 夜明けの刑事（大映テレビ / TBS）
  - 第2話「キャロル 知らないやつはおくれてる」（1974年） - 猿渡
  - 第27話「夢の新幹線殺人事件」（1975年） - 船越刑事　
  - 第104話「やりますわョ!男と女の大追跡」（1977年）
- 座頭市物語 第13話「潮風に舞った千両くじ」（1975年、勝プロ / CX） - 勝浦の五郎蔵
- 賞金稼ぎ 第17話「血と砂のブルース」（1975年、東映 / NET） - 大山多聞
- けんか安兵衛 第23話「恋の黄八丈」（1975年、KTV）
- 新宿警察（1975年、東映 / CX） - 仙田（角筈署主任）
- ばあちゃんの星（1975年、TBS）
- 痛快! 河内山宗俊 第4話「祭ばやしに男が賭けた」（1975年、勝プロ / CX） - 山城屋庄兵衛
- 夫婦旅日記 さらば浪人 第23話「恋飛脚」（1976年、勝プロ / CX） - 為造
- 俺たちの旅 第41話「生きてる限りせつないのです」（1976年、ユニオン映画 / NTV） - 八木
- 桃太郎侍 第22話「あにおとうとめぐり会う日に」（1977年、東映 / NTV） - 植村出羽守
- 大都会 PARTII 第1話「追撃」 - 第10話「刑事のいのち」（1977年、石原プロ / NTV） - 吉岡課長（城西署捜査課）
- 横溝正史シリーズ / 三つ首塔（1977年、東宝 / MBS） - 鬼頭庄七
- 気になる季節（1977年 - 1978年、NP企画 / ANB） - 別波警部
- 達磨大助事件帳（1977年 - 1978年、国際放映 / ANB） - 上野山彦馬
- 人形佐七捕物帳 第27話「豆六に女難の相!」（1977年、東映 / ANB） - 夜鴉の長兵衛
- 明日の刑事 第7話「春子という名で出ています」（1977年、大映テレビ / TBS）
- 気まぐれ本格派 第15話「男だったらやってみな」（1978年、ユニオン映画 / NTV）- みゆき劇場（ストリップ）の支配人
- Gメン'75（東映 / TBS）
  - 第151話「覗き魔は猫背の男」（1978年） - 猫背の男
  - 第204話「ミスター・ブー殺人事件」（1979年） - 今西警視正
  - 第245話「浴槽の死美人」（1980年） - 阿部久作刑事
- 朝の連続テレビ小説 / わたしは海（1978年、NHK総合） - 亀山医師
- 土曜ワイド劇場（ANB）
  - 涙 暗くなるまで待って（1978年）
  - 天国と地獄の美女 江戸川乱歩の「パノラマ島奇談」（1982年） - 大野雄三
  - 松本清張の危険な斜面（1982年、東映） - 宇野刑事
- 暴れん坊将軍（東映 / ANB）
  - 吉宗評判記 暴れん坊将軍
    - 第70話「三万石よりどじょう鍋」（1979年） - 三田作兵衛
    - 第99話「男、炎の土俵入り!」（1980年） - 阿部大学
    - 第161話「笑って散った流転の女」（1981年） - 池田孫十郎
    - 第188話「嵐を呼んだめ組の花嫁」（1981年） - 市松

  - 暴れん坊将軍II 第2話「紅蓮の炎に鬼を見た」（1983年） - 永井京太夫
- 野性の証明（1979年、東映 / TBS） - 村長部長刑事
- 柳生一族の陰謀（1979年、東映 / KTV） - 根来左源太
- 新・座頭市 第3シリーズ 第21話、第22話「渡世人の詩（前編、後編）」（1979年、勝プロ / CX） - 藤城親分
- 手錠をかけろ! （1979年、国際放映 / CX） - 鬼沢明正
- 女の肖像（1980年、NTV） - 高秋
- あゝ野麦峠（1980年、TBS）
- 猿飛佐助（1980年、国際放映 / NTV） - 服部半蔵
- 木曜ゴールデンドラマ / 海よ愛の奇跡を呼べ 閉ざされた少年の心は甦るか?（1980年、国際放映 / YTV）
- 警視-K 第10話「いのち賭けのゲーム」、第11話「その人は…ママ」、第13話「マイ・シュガー・ベイブ」（1980年、勝プロ / NTV） - 新城朝久警視正
- 柳生あばれ旅 第1話「天狗の子守唄 -品川-」（1980年、東映 / ANB） - 相良早雲
- 旅がらす事件帖 第5話「お助け米のお通りだぁ」（1980年、国際放映 / KTV） - 睦田兵衛
- 探偵同盟 第10話「娘は一回勝負する」（1981年、セントラル・アーツ / CX）
- 時代劇スペシャル（CX）
  - 日本犯科帳・隠密奉行（1981年、中村プロ） - 正山
  - 清水次郎長 男の涙 石松の最后（1982年、東映） - 都鳥吉兵衛
  - 怪盗夢吉 忍び控（1982年、国際放映） - 藤兵衛
  - 御金蔵破り 佐渡の金山を狙え!!（1983年、東映） - 佐渡金山奉行
  - 地獄の左門十手無頼帖 声を盗まれた娘（1984年、東映） - 井上一道
- 特捜最前線 第211話「自供・檻の中の野獣!」（1981年、東映 / ANB） - 杉森秀次
- ザ・ハングマン 第51話「死人たちは二度死なない」（1981年、松竹芸能 / ABC） - 村上精二（検事正）
- 火曜サスペンス劇場 (NTV）
  - ハムレットは行方不明（1981年)
  - 舞いこんだ死亡診断書（1982年)
- 西武スペシャル /  季節が変わる日（1982年、NTV） - 鳴海塾長
- 大奥 第48話「悲恋の皇女和宮」（1984年、東映 / KTV） - 井伊直弼
- 新・松平右近 第2話「父娘を結ぶ神田川」（1983年、ユニオン映画 / NTV）- 松造
- ザ・サスペンス「妻は告白する」（1983年、TBS / 近藤照男プロ） - 杉山弁護士
- 弐十手物語 第1話「狼と鶴」（1984年、東映 / CX）
- 鬼龍院花子の生涯（1984年、東阪企画 / TBS）
- ザ・サスペンス 「陰の告発者」（1984年、TBS） - 服部刑事
- 太陽にほえろ! 第613話「ヘッドハンター」（1984年、東宝 / NTV） - 寺岡茂和
- 月曜ワイド劇場 / 母になれない女（1985年、ANB）

### 舞台
- あだしの [8]（1969年7月25日 - 29日、紀伊国屋ホール、劇団雲 第四回実験劇場） - 三郎、および演出）
- 天守物語（1977年、日生劇場、製作：松竹） - 十字ヶ原朱の盤坊[9]

### バラエティ
- コメディー公園通り「娘ひとりにパパ二人」（1978年4月8日 - 5月27日、NHK総合）
- ミエと良子のおしゃべり泥棒（1981年1月23日、テレビ東京のトーク番組）[10]

## 出演（声優）
※太字はメインキャラクター。

### 吹き替え

#### 担当俳優
ジーン・ハックマン
- フレンチ・コネクション（1974年、ポパイ）※フジテレビ版
- スケアクロウ（1976年、マックス・ミラン）※NET版
- フレンチ・コネクション2（1977年、ポパイ）※フジテレビ版
- ラッキー・レディ（1978年、キビー）※フジテレビ版
- 弾丸を噛め（1981年、サム・クレイトン）※テレビ朝日版
- スーパーマン（1983年、レックス・ルーサー）※テレビ朝日版

ピーター・フォーク
- ディック・パウエル・ショー ※日本テレビ版
  - 第17話『トマトの値段』（1963年、アリステーデ・フレスコ）

- 刑事コロンボ（1972年-1979年、コロンボ）※NHK版
- 明日よさらば（1975年、チャーリー・アダモ）※TBS版
- 泥棒がいっぱい（1976年、ダニエル・オブライエン）※NET版
- ザ・テレビジョン～ハリウッドスターこきおろし大会（1978年、コロンボ）※東京12ch版
- 名探偵登場（1981年、サム・ダイヤモンド）※TBS版
- ブリンクス（1982年、トニー・ピノ）※フジテレビ版
- 恋人たちの絆（1982年、グリフィン）※NHK版
- 名探偵再登場（1982年、サム・ダイヤモンド）※TBS版

#### 映画
- 逢びき（1964年、アルバート・ゴッドビー〈スタンリー・ホロウェイ〉）※NHK版[13]
- 第三の男（1971年、ハリー・ライム〈オーソン・ウェルズ〉）※日本テレビ版
- 男ひとたび立てば（英語版）（1972年、ジョン・キリブリュー〈ダン・ブロッカー（英語版）〉）※NHK版[14]
- アイザック・スターン中国を行く（1982年、ナレーション）※テレビ大阪版
- リア王（1984年、リア王〈マイケル・ホーダーン〉）※NHK版[15]

#### ドラマ
- パパは何でも知っている（1958年 - 1964年、ジェームズ・アンダーソン〈ロバート・ヤング〉）※日本テレビ版
- ルーツ（1977年、フィドラー〈ルイス・ゴセット・ジュニア〉）※テレビ朝日版
- マルコ・ポーロ シルクロードの冒険（1982年、ヤン・クー〈タン・ボーエン〉）※TBS版

### テレビアニメ
- ジャングル大帝（1965年、フジテレビ） - パンジャ
- アニメーション紀行 マルコ・ポーロの冒険（1979年、NHK総合） - ナレーター[16]

### 劇場アニメ
- 千夜一夜物語（1969年） - カマーキム
- 長靴をはいた猫（1969年） - 魔王ルシファ
- どうぶつ宝島（1971年） - シルバー船長
- 世界名作童話 白鳥の湖（1981年） - ロッドバルト
- Dr.スランプ アラレちゃん ほよよ!ナナバ城の秘宝（1984年） - ビスナ

### ナレーション

#### ドキュメンタリー
- NHK特集 日本の夏 サメと海人 ～沖縄・八重山諸島～ （1980年、NHK総合）

#### テレビドラマ
- 忍法かげろう斬り（1972年、東映 / KTV）
- 風の又三郎（1976年、NHK総合）
- 宇宙からのメッセージ・銀河大戦（1978年、東映 / ANB）
- 影の軍団シリーズ（1980年、東映 / KTV）
  - 服部半蔵 影の軍団
  - 影の軍団II
- 私は名探偵・完全犯罪をつぶせ!（1982年 - 1983年、TX）

#### 映画
- 仁義なき戦い（1973年、東映）
- 三池監獄 兇悪犯（1973年、東映）
- 世界の空軍 AIR FORCE'77（1976年、東映）
- 真紅な動輪（1982年、東映）
- 南極物語（1983年、東宝）
- 修羅の群れ（1984年、東映）

### ラジオ
- きかんしゃ やえもん（文化放送）
- 詩劇 空は死んでゆく（1959年11月30日、CBC） - 労務者[17]
- [ラジオ劇場] 「海に寄せるバラード」（1959年9月22日、ニッポン放送） - 岩にとりついた貝[17]
- 芸術劇場「写楽はどこへ行った」[18]（1966年5月22日、NHKラジオ第1） - 蔦屋重三郎
- 芸術劇場「化野」[19]（1966年10月23日、NHKラジオ第1） - 夏夫
- 音の本棚 ナビゲーター（1976年 - 1979年、FM東京）
- R62号の発明（1980年、NHKラジオ第1） - 所長
- 洞爺丸はなぜ沈んだか 羊蹄丸佐藤船長（1981年、TBSラジオ）

### CM
- ルービックリベンジ（ツクダオリジナル）

### その他
- スバル・レオーネSEEC-Tシリーズ用ノベルティ・カセットテープ「飛行機野郎の追憶」（1975年、富士重工業）
- 幻想組曲「宇宙001」声の出演（1978年、宇宙科学博覧会開催記念盤。作曲：遠藤実、編曲・指揮：斉藤恒夫、演奏：スペース・ファンタジック・オーケストラ）
- BBCシェイクスピア全集（NHKシェイクスピア劇場）お気に召すまま ジェイクゥイーズ（1980年12月20日、NHK総合）
- 松谷みよ子 母と子の日本のむかしばなし（講談社）

## 書籍
- 『小池朝雄　断想』（小池朝雄文集編集委員委員会編・発行、1986年3月23日（日曜日））。非売品・全73頁の小冊子

## 音楽
- バスのうた（NHK「みんなのうた」。中村メイコとデュエット。放送不明だが、1963年にNHK「みんなのうた その2」でキングレコードにて発売している[20]。）
- ジョーの子守唄（『あしたのジョー』エンディング曲）
- ねこねここねこどこにいた（マザーグースの歌ベスト）
- おもちゃのひつじはいらんかな（マザーグースの歌ベスト）